# 共产主义青年联盟 (罗马尼亚)
共产主义青年联盟（羅馬尼亞語：Uniunea Tineretului Comunist，缩写为UTC），是罗马尼亚共产党的青年翼，成立于1922年。1949年—1965年罗马尼亚人民共和国时期一度改名为为劳动青年联盟（Uniunea Tineretului Muncitor，缩写为UTM），1989年羅馬尼亞革命后解散。该组织的任务是培养罗马尼亚共产党的青年后备力量。
1966年，共产主义青年团成员为225万人，占全国总人口的11.78%。扬·伊利埃斯库、扬·特拉扬·斯特凡内斯库和齐奥塞斯库之子尼库·齐奥塞斯库均曾担任罗马尼亚共产主义青年团第一书记。
罗马尼亚共青团亦负责指导罗马尼亚少先队的工作。

## 历史
社会主义青年联盟（Uniunea Tineretului Socialist）成立于1922年，是为共产主义青年联盟的前身，受共产国际的青年共产国际领导，1924年被罗马尼亚王国政府禁止活动，转入地下。苏联红军占领罗马尼亚后，该组织重新活跃起来，尼古拉·齐奥塞斯库曾在1944年8月23日—1945年6月担任共产主义青年联盟第一书记。
1949年3月19日—21日，在全联盟列宁主义青年共产主义联盟的建议下，罗马尼亚共青盟合并原罗马尼亚的各个青年组织，成立劳动青年联盟。1965年，恢复共产主义青年团的名称。